# (5212) Celiacruz
(5212) Celiacruz est un astéroïde de la ceinture principale.

## Description
(5212) Celiacruz est un astéroïde de la ceinture principale. Il fut découvert le 29 septembre 1989 à Kushiro par Seiji Ueda et Hiroshi Kaneda. Il présente une orbite caractérisée par un demi-grand axe de 3,03 UA, une excentricité de 0,08 et une inclinaison de 11,4° par rapport à l'écliptique.

## Nom
Cet astéroïde a été nommé en mémoire de Celia Cruz (1925-2003) qui était une chanteuse américano-cubaine de musique cubaine et interprète de salsa, dont la carrière s’est étalée sur 7 décennies et la consacre mondialement comme la "Reine de la Salsa". Elle a été récompensée par 23 albums d'or, 7 Grammy Awards et a reçu la National Medal of Arts des États-Unis. Elle a également joué dans 13 films et documentaires.

## Compléments